# Panto Cut
Panto Cut is een bestuurslaag in het regentschap Aceh Barat Daya van de provincie Atjeh, Indonesië. Panto Cut telt 992 inwoners (volkstelling 2010).